# 19430 Kristinaufer
19430 Kristinaufer è un asteroide della fascia principale. Scoperto nel 1998, presenta un'orbita caratterizzata da un semiasse maggiore pari a 2,4125300 UA e da un'eccentricità di 0,1471734, inclinata di 3,52070° rispetto all'eclittica.